# 닥터 존
닥터 존(Dr. John, 1941년 11월 21일 ~ 2019년 6월 6일)은 미국의 음악가이다.
1950년대 후반 세션 연주자로 음악 경력을 시작하였으며, 1968년 《Gris-Gris》로 솔로 데뷔하였다.
그는 뉴올리언스 지역 특유의 음악 스타일을 녹인 뉴올리언스 블루스(New Orleans Blues)와 뉴올리언스 R&B(New Orleans R&B) 등의 음악을 선보이며 호응을 얻었다.
2007년 블루스 명예의 전당에 헌액된 데 이어 2011년 로큰롤 명예의 전당에 헌액되었다.
그래미상을 6회 수상했으며, 2013년에는 툴레인 대학교에서 명예 박사학위(hon D.F.A.)를 받기도 했다.